# Mucurici (ort)
Mucurici är en ort i Brasilien.   Den ligger i kommunen Mucurici och delstaten Espírito Santo, i den sydöstra delen av landet, 800 km öster om huvudstaden Brasília. Mucurici ligger 223 meter över havet och antalet invånare är 9 524.
Terrängen runt Mucurici är platt. Närmaste större samhälle är Montanha, 16,5 km öster om Mucurici.
Omgivningarna runt Mucurici är huvudsakligen savann. Runt Mucurici är det ganska glesbefolkat, med 28 invånare per kvadratkilometer.